# آی اوگاوا
آی اوگاوا (انگلیسی: Ai Ogawa؛ زادهٔ ۲۳ سپتامبر ۱۹۹۸) بازیکن فوتبال است.